# Тупицыны (Орловский район)
 Тупицыны  — деревня в Орловском районе Кировской области. Входит в состав Орловского сельского поселения.

## География
Расположена на расстоянии примерно 23 км по прямой на северо-восток от райцентра города Орлова недалеко от правого берега реки Вятка.

## История
Известна с 1671 года как деревня Левановская с 1 двором, в 1764 (Девановская) 52 жителя, в 1802 8 дворов. В 1873 здесь (деревня Девановская или Тупицыны) дворов 19 и жителей 132, в 1905 28 и 184, в 1926 (Тупицыны или Девановская) 31 и 162, в 1950 (Тупицыны) 27 и 51, в 1989 году 2 жителя. С 2006 по 2011 год входила в состав Цепелевского сельского поселения. Ныне имеет дачный характер.

## Население
Постоянное население не было учтено как в 2002 году, так и в 2010.